# Pherbellia schoenherri
Pherbellia schoenherri är en tvåvingeart som först beskrevs av Fallen 1826.  Pherbellia schoenherri ingår i släktet Pherbellia och familjen kärrflugor. Arten är reproducerande i Sverige. Inga underarter finns listade i Catalogue of Life.